# Valorisation (finance)
Pour les articles homonymes, voir Valorisation.
La valorisation est le processus de détermination de la valeur actuelle (VA) d'un actif. Les valorisations peuvent être réalisées sur des actifs (par exemple, les investissements dans des titres négociables, tels que les actions et les droits connexes, les entreprises, ou des actifs immatériels tels que les brevets et marques) ou un passif (par exemple, des obligations émises par une société).
Les valorisations sont nécessaires pour de nombreuses raisons telles que l'analyse des investissements, la budgétisation de capital, la fusion et l'acquisition, les comptes annuels, l'imposition, les litiges.
Puisque la valeur des choses fluctue au fil du temps, les valorisations sont toujours faites à une date spécifique.
La valorisation des actifs financiers se fait généralement à l'aide de modèles;
- Modèles en valeur absolue, ("Valorisation intrinsèque") qui permettent de déterminer la valeur actuelle des flux de trésorerie futurs attendus d'un actif. Ces types de modèles prennent deux formes générales: multi-période, telles que les modèles de flux de trésorerie actualisés, ou d'une seule période tels que le modèle Gordon (qui, en fait, souvent "télescope" les modèles multi-périodes). Ces modèles s'appuient sur les mathématiques plutôt que de l'observation des prix.
- Modèles en valeur relative déterminent la valeur basée sur l'observation des prix de marché d'actifs comparables, par rapport à une variable commune, comme le bénéfice, les flux de trésorerie, la valeur comptable ou les ventes. Ce résultat sera souvent utilisé pour compléter les modèles de valorisation intrinsèque.
- Modèles d'évaluation des options, dans ce contexte, sont utilisés pour valoriser des éléments particuliers du bilan, ou de l'actif, lorsqu'ils ont les caractéristiques similaires à une option. Des exemples du premier type sont des bons de souscription, options d'achat d'actions et des investissements avec des options intégrées telles que les obligations rachetables; les second type sont généralement des options réelles. Les modèles de valorisation d'options les plus communs utilisés ici sont les modèles Black–Scholes-Merton, et les modèles de treillis.

Lorsqu'un analyste estime que la valeur intrinsèque d'une stock option est plus grande que son prix sur le marché, un analyste fait la recommandation d'un "buy". En outre, la valeur intrinsèque d'un actif peut être soumise à l'opinion personnelle et varier selon les analystes.
Les Normes internationales de Valorisation incluent des définitions de base communes de la valeur et de la pratique généralement acceptée des procédures de valorisation des actifs de tous les types.

## La valorisation d'une startup
Les startups comme Uber (valorisée à 48 milliards de dollars au début de 2017) ont des valorisations post-money basées sur le prix que leur plus récent investisseur a mis dans la société.
Le prix reflète que les investisseurs, pour la plupart, des entreprises de capital-risque, sont prêts à payer pour une part de l'entreprise.
Elles ne sont pas cotées sur un marché boursier, ni valorisées sur la base de leurs actifs ou des bénéfices, mais sur leur potentiel de réussite, la croissance, et éventuellement, des bénéfices possibles.
De nombreuses startups utilisent des indicateurs de croissance interne (par exemple le nombre d'utilisateurs actifs) pour montrer leur potentiel de croissance, qui peut aider dans leur valorisation.
Les investisseurs qui financent les startups sont des experts, mais ne sont pas infaillibles, voir Bulle internet.

## Outils pour valoriser une entreprise
Il existe différentes méthodes de valorisations très différentes. Parmi les plus populaires, nous pouvons retenir :   
- Méthode des Discounted Cashflow (DCF), qui consiste en calculer la valeur des flux futurs générés par la boîte de sorte à prédire combien cette dernière pourra nous rapporter.
- Méthode des multiples, qui consiste en estimer la valeur de sa société en fonction des transactions passées de boîtes sensiblement similaires qui ont eu lieu par le passé. Comme critères de similitude retenus, il y a notamment la taille de l'entreprise, son excédent brut d'exploitation (EBE) ou encore son secteur d'activité.
- Méthode patrimoniale, qui consiste en définir la valeur réelle des actifs de l'entreprise en calculant l'actif net comptable corrigé.

## Valorisation des actifs incorporels
Les modèles d'évaluation peuvent être utilisés pour évaluer les actifs incorporels tels que l'évaluation des brevets, mais aussi les droits d'auteur, les logiciels, les secrets commerciaux et les relations clients. Alors que les économies deviennent de plus en plus informationnelles, il est reconnu qu'il existe un besoin de nouvelles méthodes pour évaluer les données, un autre actif immatériel.

En ce qui concerne les actions cotées, les techniques ci-dessus sont le plus souvent appliquées dans les secteurs de la biotechnologie, des sciences de la vie et de la pharmacie ,,(voir Liste des plus grandes sociétés biotechnologiques et pharmaceutiques). Ces entreprises sont impliquées dans la recherche et le développement (R&D) et les tests, qui prennent généralement des années (et où le nouveau produit peut finalement ne pas être approuvé). Les spécialistes de l'industrie appliquent donc les techniques ci-dessus (et ici en particulier la rNPV) au pipeline de produits en cours de développement et, en même temps, [stiment également l'impact sur les flux de revenus existants dus à l'expiration des brevets. Pour l'évaluation relative, un ratio spécialisé correspond aux dépenses de R&D en pourcentage des ventes. Une analyse similaire peut être appliquée aux options sur les films concernant l'évaluation des studios de cinéma.